# Дихондра
Дихондра (лат. Dichondra) — род растений семейства Вьюнковые (Convolvulaceae).

## Ботаническое описание
Ползучие или раскидистые травы. Листья черешковые, от почковидных до округлых, край цельный. Цветки одиночные, пазушные. Чашелистики срастаются в основании. Венчик колокольчатый, примерно равен чашечке, разделён на доли до середины или ниже. Семена гладкие, почти шаровидные.

## Таксономия
Dichondra J.R.Forst. & G.Forst., Char. Gen. Pl., ed. 2: 39, t. 20 (1776).

### Синонимы
- Demidofia J.F.Gmel. (1791)
- Dichondropsis Brandegee (1909)
- Escallonia Mutis (1821), nom. illeg.
- Steripha Banks ex Gaertn. (1790)

### Виды
Род включает 15 видов:
- Dichondra argentea Willd. — Дихондра серебристая
- Dichondra brachypoda Wooton & Standl.
- Dichondra brevifolia Buchanan
- Dichondra carolinensis Michx.
- Dichondra donelliana Tharp & M.C.Johnst.
- Dichondra evolvulacea (L.f.) Britton
- Dichondra macrocalyx Meisn.
- Dichondra micrantha Urb. — Дихондра мелкоцветковая
- Dichondra microcalyx (Hallier f.) Fabris
- Dichondra nivea (Brandegee) Tharp & M.C.Johnst.
- Dichondra occidentalis House
- Dichondra parvifolia Meisn.
- Dichondra recurvata Tharp & M.C.Johnst.
- Dichondra repens J.R.Forst. & G.Forst. typus[1] — Дихондра ползучая
- Dichondra sericea Sw.